# Список депутатів від українських губерній та міст I-IV Державних дум Російської імперії
Нижче наведений список депутатів, обраних до Державної думи Російської імперії I-IV скликань від губерній та міст Російської імперії зі значною часткою українців.

## Список депутатів від українських губерній та міст I–IV Державних дум Російської імперії

### І Державна дума(1906)

#### Волинська губернія

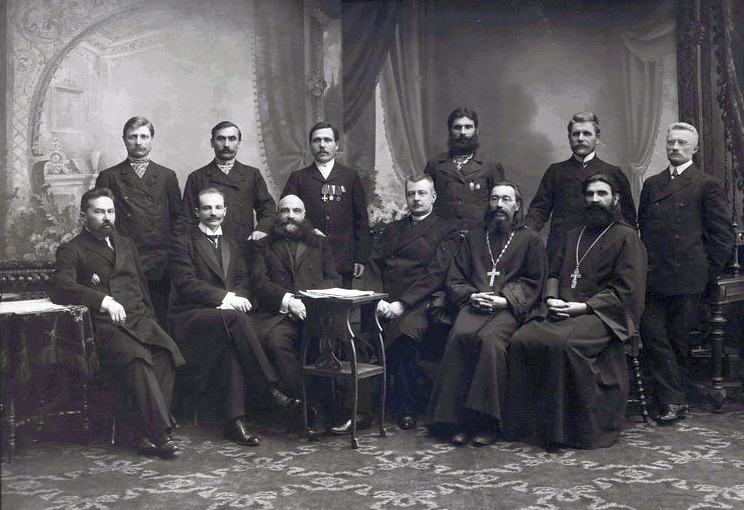
Депутати III Думи від Волинської губернії

- Андро Дмитро Федорович
- Бобровник Петро Миколайович
- Вознюк-Базилюк Петро Лук'янович
- Гринюк Авксентій Григорович
- Ґрохольський Володимир Мечиславович
- Журавський Михайло Євгенович
- Концевич Авдій Васильович
- Лопатюк Трохим Назарович
- Марчук Прокопій Павлович
- Погребняк Павло Ісидорович
- Понятовський Щенсний Адамович
- Потоцький Йосип Альфредович
- Фурман Артемій Григорович

#### Катеринославська губернія
- Бабенко Лев Федорович
- Возовик Олексій Микитович
- Земцов Михайло Євстафійович
- Лисенко Іван Ілліч
- Михайличенко Митрофан Іванович
- Новгородцев Павло Іванович
- Радаков Віктор Миколайович
- Рижков Семен Мартинович
- Шефтель Михайло Ісаакович

#### Катеринослав
- Способний Іван Васильович

#### Київська губернія

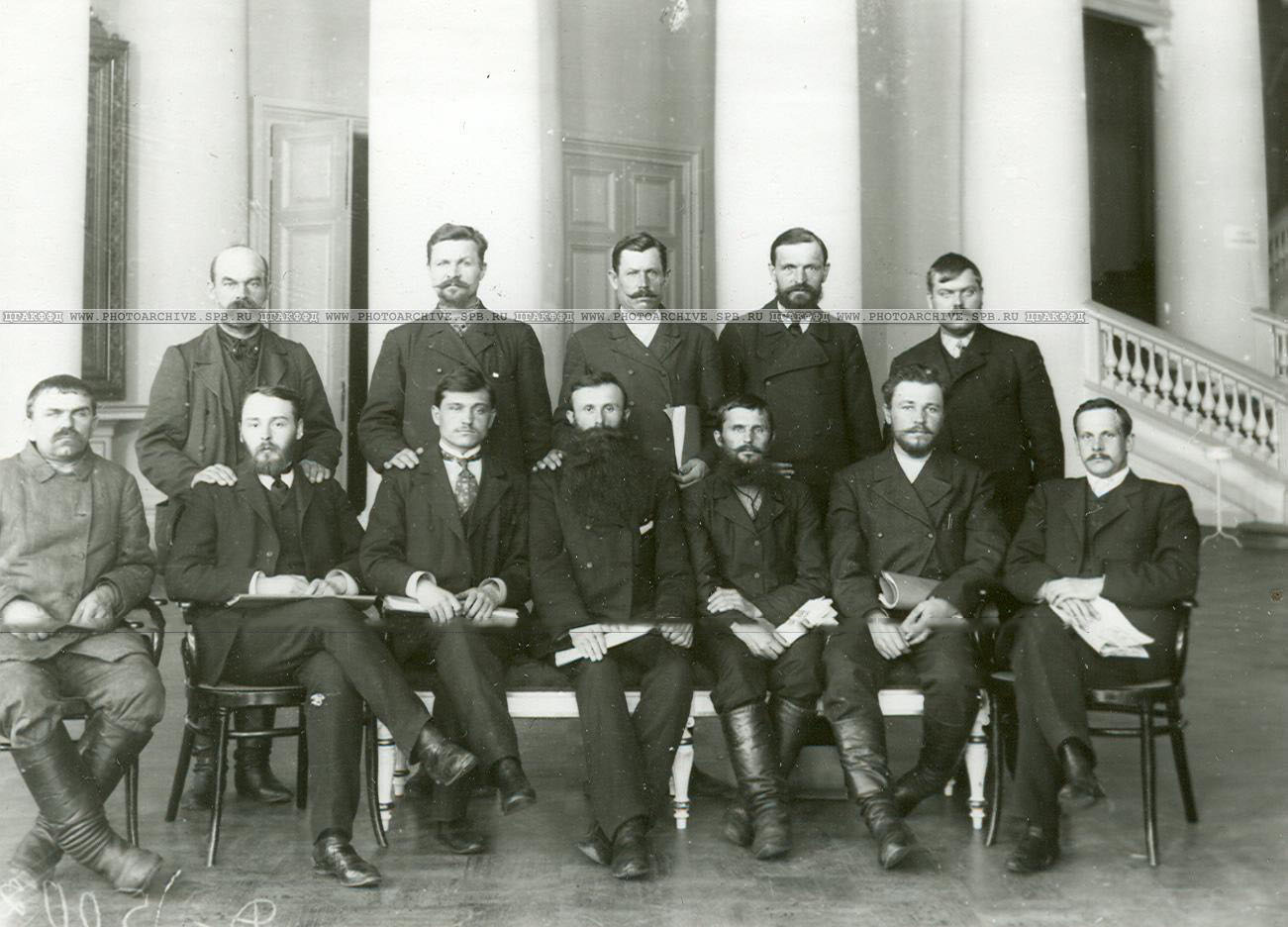
Депутати II Думи від Київської губернії

- Біляшівський Микола Федорович
- Вировий Захарій Іванович
- В'язлов Андрій Григорович
- Горватт Станіслав Олександрович
- Грабовецький Аркадій Федорович
- Здановський Генріх Іванович
- Зубченко Гаврило Леонтійович
- Литвин Лука Семенович
- Нестеренко Трохим Терентійович
- Смиченко Пилип Єлисейович
- Таран Семен Тимофійович
- Філоненко Михайло Федорович
- Френкель Соломон Рувимович (Семен Романович)
- Червоненкіс Мейлах Рахмілевич
- Шольп Євген Густавович

#### Київ
- Штейнгель Федір Рудольфович

#### Подільська губернія

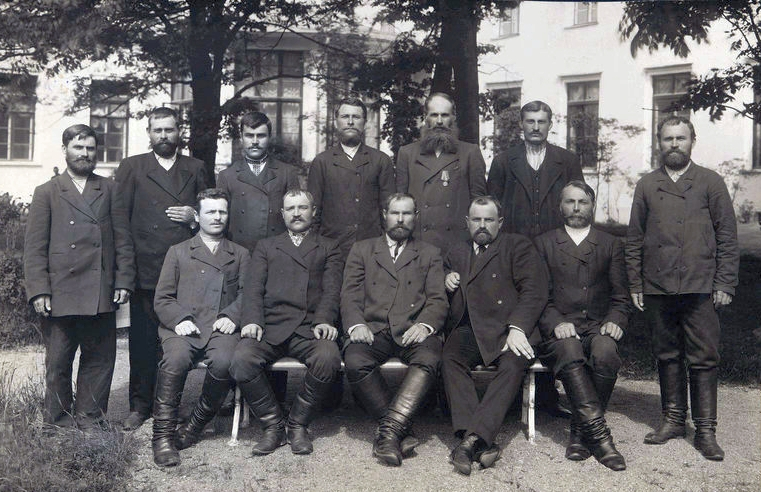
Депутати I Думи від Подільської губернії

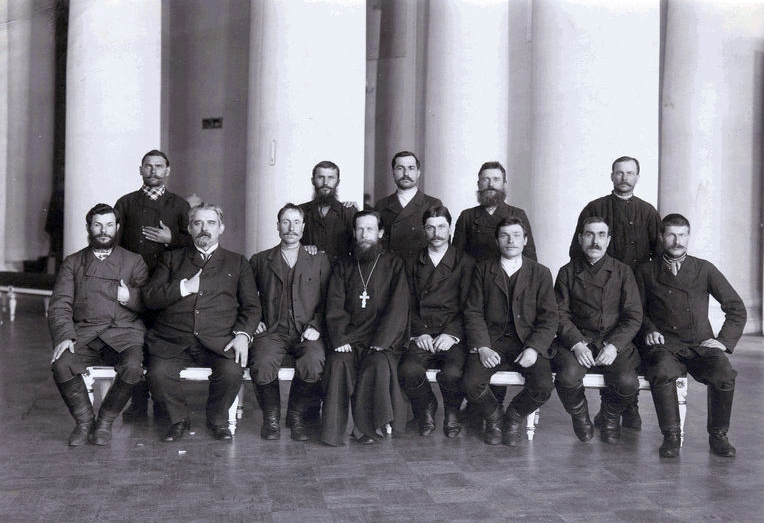
Депутати II Думи від Подільської губернії

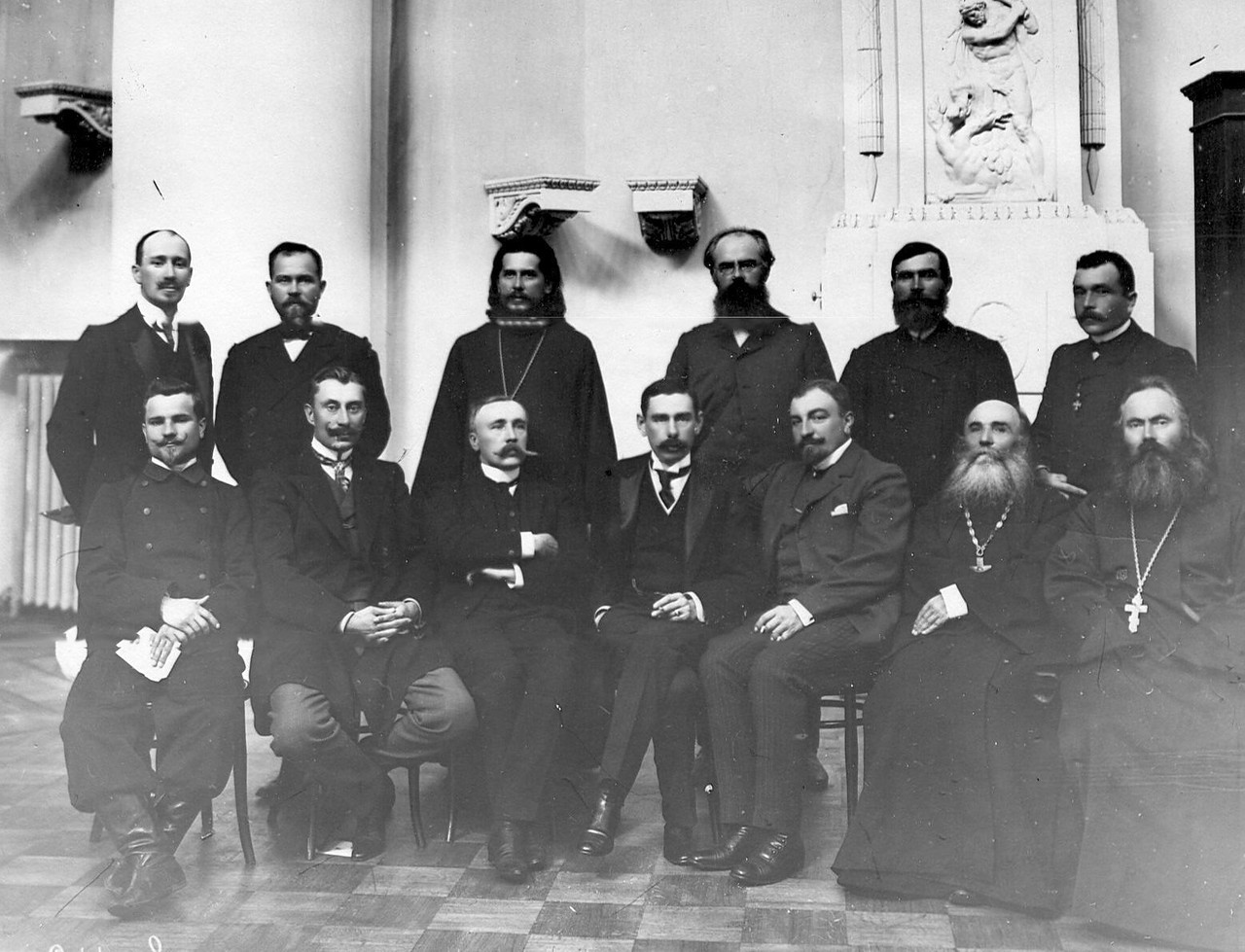
Депутати III Думи від Подільської губернії

- Бей Василь Іванович
- Гнатенко Ілля Григорович
- Заболотний Іван Кирилович
- Косаренчук Ігнатій Іванович
- Крук Іван Маркович
- Кучеренко Ілля Захарович
- Кучерук Макарій Аверкійович
- Михаленко Петро Миколайович
- Романюк Олександр Іванович
- Рибачок Андрій Хомич
- Шепітка Дементій Іванович
- Штефанюк Леонтій Юхимович
- Яременко Петро Никифорович

#### Полтавська губернія

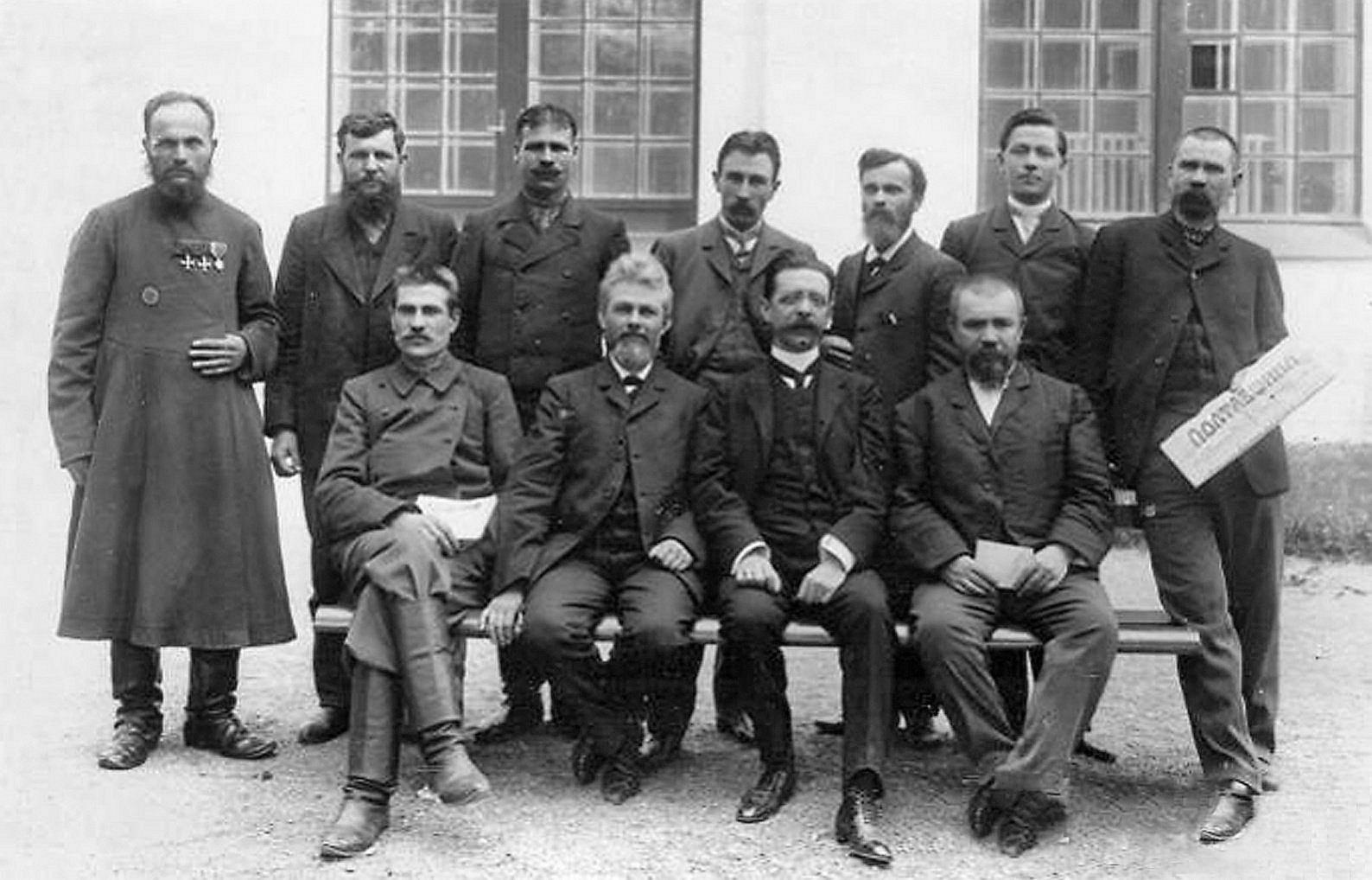
Депутати I Думи від Полтавської губернії

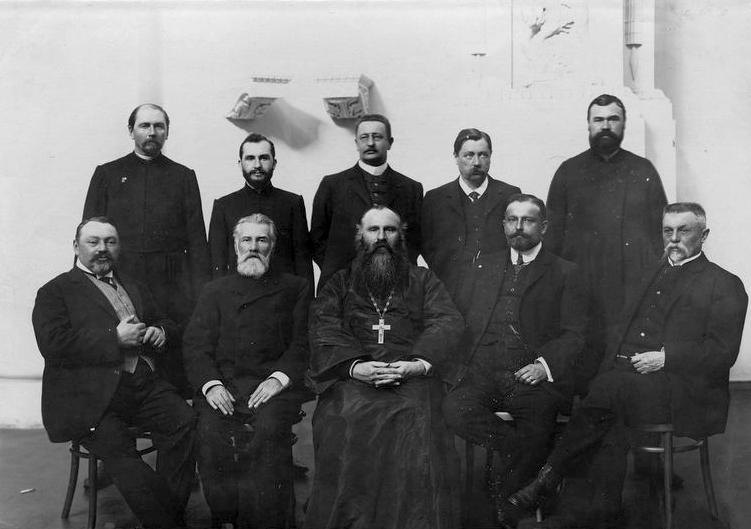
Депутати II Думи від Полтавської губернії

- Дубовик Феодосій Сидорович
- Дяченко Максим Федорович
- Жигіль Микола Васильович
- Імшенецький Яків Кіндратович
- Іоллос Григорій Борисович
- Кириленко Іван Павлович
- Онацький Микола Степанович
- Присецький Іван Миколайович
- Тесля Андрій Юхимович
- Чижевський Павло Іванович
- Шемет Володимир Михайлович
- Яснопольський Леонід Миколайович

#### Харківська губернія

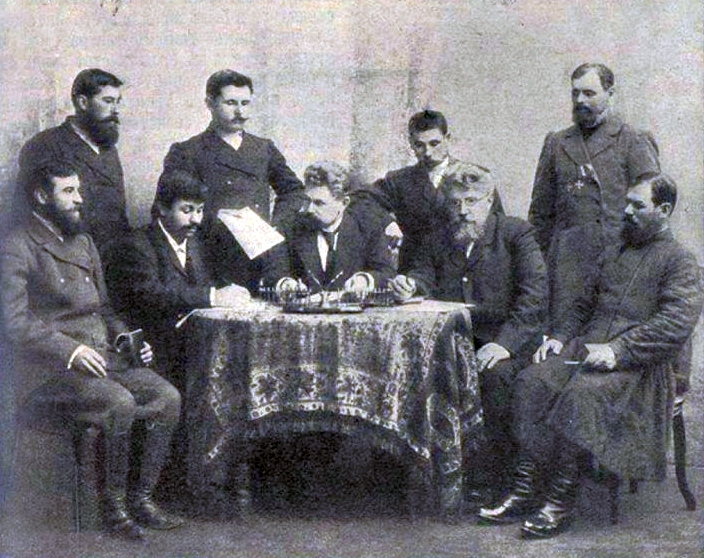
Депутати II Думи від Харківської губернії

- Деларю Михайло Данилович
- Діденко Борис Дмитрович
- Іваницький Федір Ігорович
- Ковалевський Максим Максимович
- Ковалевський Микола Миколайович
- Линтварьов Георгій Михайлович
- Назаренко Дмитро Ілларіонович
- Оранський Йосип Олексійович
- Стрєльцов Ігнатій Андрійович
- Фірсов Георгій Андрійович

#### Харків
- Гредескул Микола Андрійович

#### Херсонська губернія
- Байдак Микола Дмитрович
- Борисов Опанас Михайлович
- Варун-Секрет Сергій Тимофійович
- Воронков Іван Федорович
- Горшков Дмитро Степанович
- Ільїн Володимир Олексійович
- Леонов Василь Гурович
- Мінх Іван Християнович
- Парамонов Олександр Костянтинович
- Скрипник Євдоким Якович
- Федченко Михайло Павлович

#### Одеса
- Щепкін Євген Миколайович

#### Чернігівська губернія

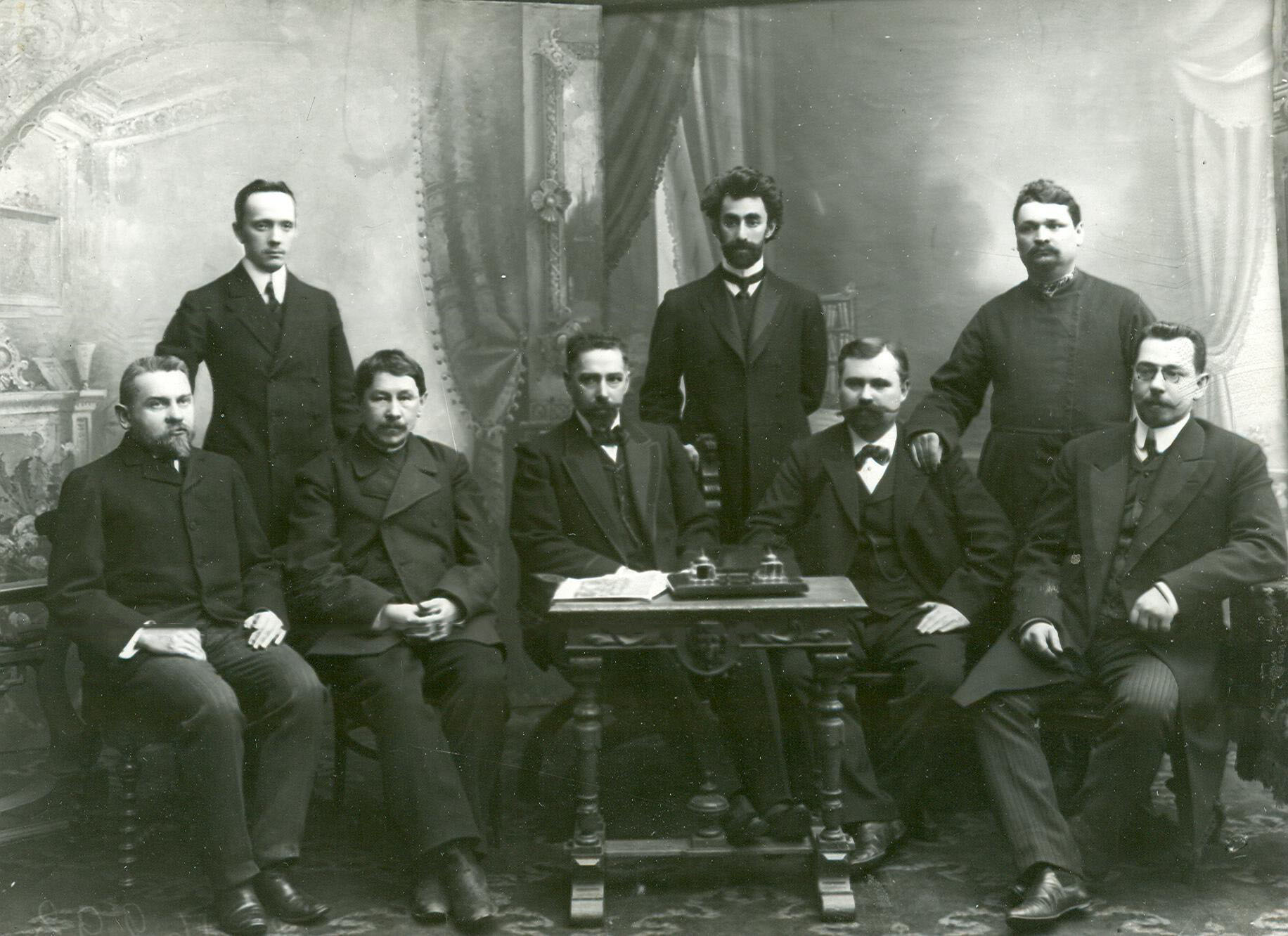
Депутати III Думи від Чернігівської губернії

- Бабич Олексій Овсійович
- Гужовський Яків Олександрович
- Куриленко Петро Іванович
- Локоть Тимофій Васильович
- Міклашевський Микола Миколайович
- Муханов Олексій Олексійович
- Остроносов Логвін Зосимович
- Свєчин Олексій Олександрович
- Тарасенко Іван Васильович
- Шраг Ілля Людвігович

#### Бессарабська губернія
- Богач Павло Іванович
- Сеффер Федір Опанасович
- Попов Андрій Федорович
- Казимір Костянтин Федорович
- Дем'янович Антон Каетанович
- Гума Василь Іванович
- Відмер Андрій Андрійович

#### Таврійська губернія
- Крим Соломон Самуїлович
- Нечипоренко Кирило Семенович
- Новіков Олександр Васильович
- Оболенський Володимир Андрійович
- Притула Семен Петрович
- Сіпягін Олександр Григорович

#### Кубанська областьіЧорноморська губернія
- Бардіж Кіндрат Лукич
- Гришай Петро Андрійович
- Костянтинов Василь Костянтинович
- Кочевський Никифор Григорович
- Лунін Віктор Ігнатович
- Морєв Никифор Іванович

### ІІ Державна дума(1907)

#### Волинська губернія
- Бас Овсій Кіндратович
- Бєляєв Григорій Миколайович
- Васюхник Павло Сергійович
- Гаркавий Михайло Федосійович
- Герштанський Даміан Йосипович
- Дрбоглав Іван Федорович
- Ігнатюк Марк Олександрович
- Калішук Віктор Степанович

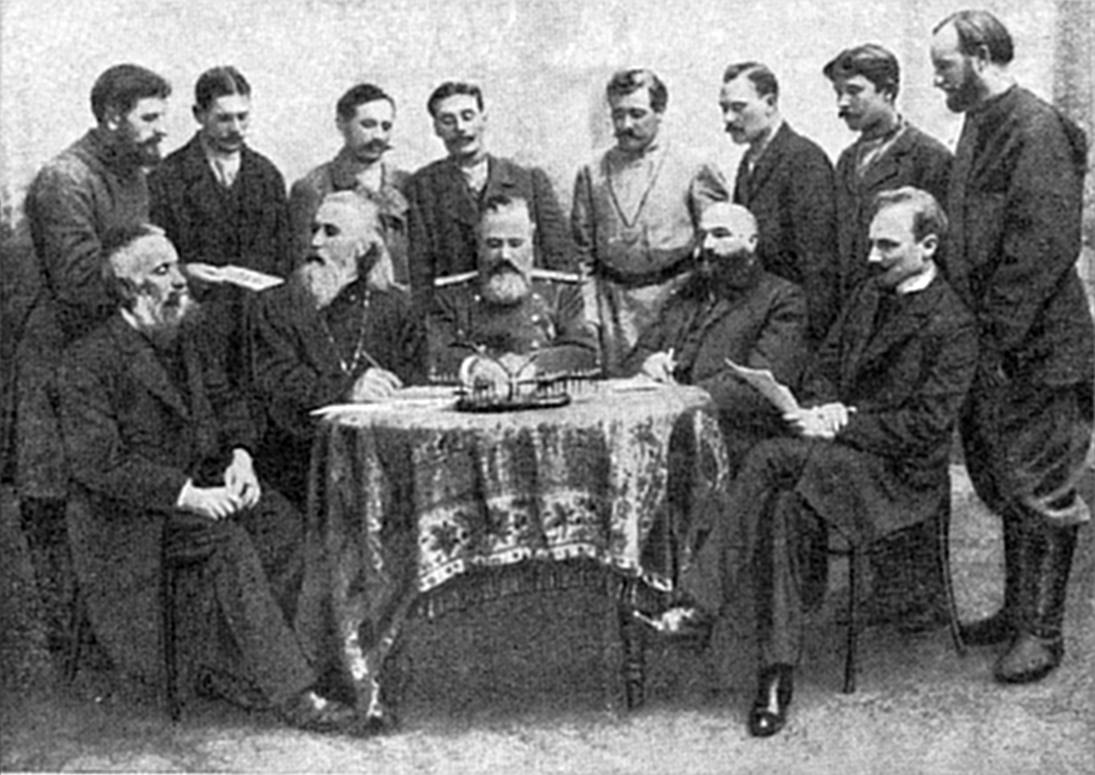
Депутати II Думи від Волинської губернії. Сидять: І.Ф.Дрбоглав, Д.І.Герштанський, Г.Є.Рейн, Г.М.Бєляєв, В.В.Шульгін ; Стоять: П.С.Васюхник, Є.К.Бас, А.Ф.Коренчук, І.С.Ющук, В.С.Калішук, М.Ф.Гаркавий, М.О.Ігнатюк, М.М.Нікончук

- Коренчук Ананій (Антоній) Францевич
- Никончук Маркіян Максимович
- Рейн Георгій Єрмолайович
- Шульгін Василь Віталійович
- Ющук Іван Созонтович

#### Катеринославська губернія
- Алакозов Тимофій Іванович
- Богословський Володимир Олександрович
- Білоусов Григорій Євгенович
- Костенко Лука Володимирович
- Нагих Іван Миколайович
- Носик Трохим Опанасович
- Пройда Артем Гордійович
- Рабинович Лазар Григорович
- Селінов Леонід Іванович

#### Катеринослав
- Гусак Олександр Миколайович

#### Київська губернія
- Воєнний Мефодій Федорович
- Вовчинський Мойсей Микитович
- Гуменко Іван Антонович
- Кирієнко Іван Іванович
- Красилюк Іван Микитович
- Лагно Діонісій Андронікович
- Литвиненко Федір Григорович
- Маляренко Кузьма Омелянович
- Михайлюк Іван Андрійович
- Нечитайло Семен Васильович
- Сахно Василь Григорович
- Снігир Прокопій Федотович
- Федоров Георгій Георгійович
- Чоповенко Захарій Якович
- Чигирик Євмен Карпович

#### Київ
- Платон (Рождественський П.Ф.)

#### Подільська губернія
- Гриневич Антон Юстинович
- Дидурик Андрій Іванович
- Дубоніс Тадей Філімонович
- Зубченко Прокофій Степанович
- Каташинський Іларіон Мефодійович
- Лісовський Вікентій Карлович
- Матвіїв Семен Кузьмич
- Мороз Прохор Семенович
- Наумчак Андрій Никифорович
- Рогожа Петро Михайлович
- Семенов Аверкій Іванович
- Соловей Адам Андрійович
- Туперко Степан Тимофійович

#### Полтавська губернія
- Булюбаш Володимир Іванович
- Васецький Сильвестр Данилович
- Власенко Олександр Федорович
- Дубовик Карпо Андрійович
- Лукашевич Степан Володимирович
- Масленніков Василь Васильович
- Милорадович Дмитро Миколайович
- Павлов Петро Петрович
- Пірський Микола Васильович
- Сайко Юфим Антонович
- Шкляревич Петро Данилович
- Черненко Тимофій Глібович

#### Харківська губернія
- Богуславський Петро Річардович
- Васютін Федір Кузьмович
- Дерев'янко Мойсей Ісаакович
- Єнішерлов Микола Петрович
- Литвинов Іван Петрович
- Лопатін Олексій Степанович
- Пелипенко Ілля Семенович
- Попов Митрофан Кузьмович
- Рибальченко Павло Максимович
- Яровий Тимофій Іванович

#### Харків
- Познанський Микола Миколайович

#### Херсонська губернія
- Балло Андрій Михайлович
- Горячко Кузьма Павлович
- Келеповський Сергій Іполитович
- Лютц Людвіг Готлібович
- Саргані Еммануїл Костянтинович
- Стенбок-Фермор Володимир Васильович
- Фатуровський Андрій Миколайович
- Хорват Олексій Миколайович
- Центнер Фома Францевич
- Варун-Секрет Сергій Тимофійович

#### Одеса
- Пергамент Осип Якович

#### Чернігівська губернія
- Веремієнко Тимофій Степанович

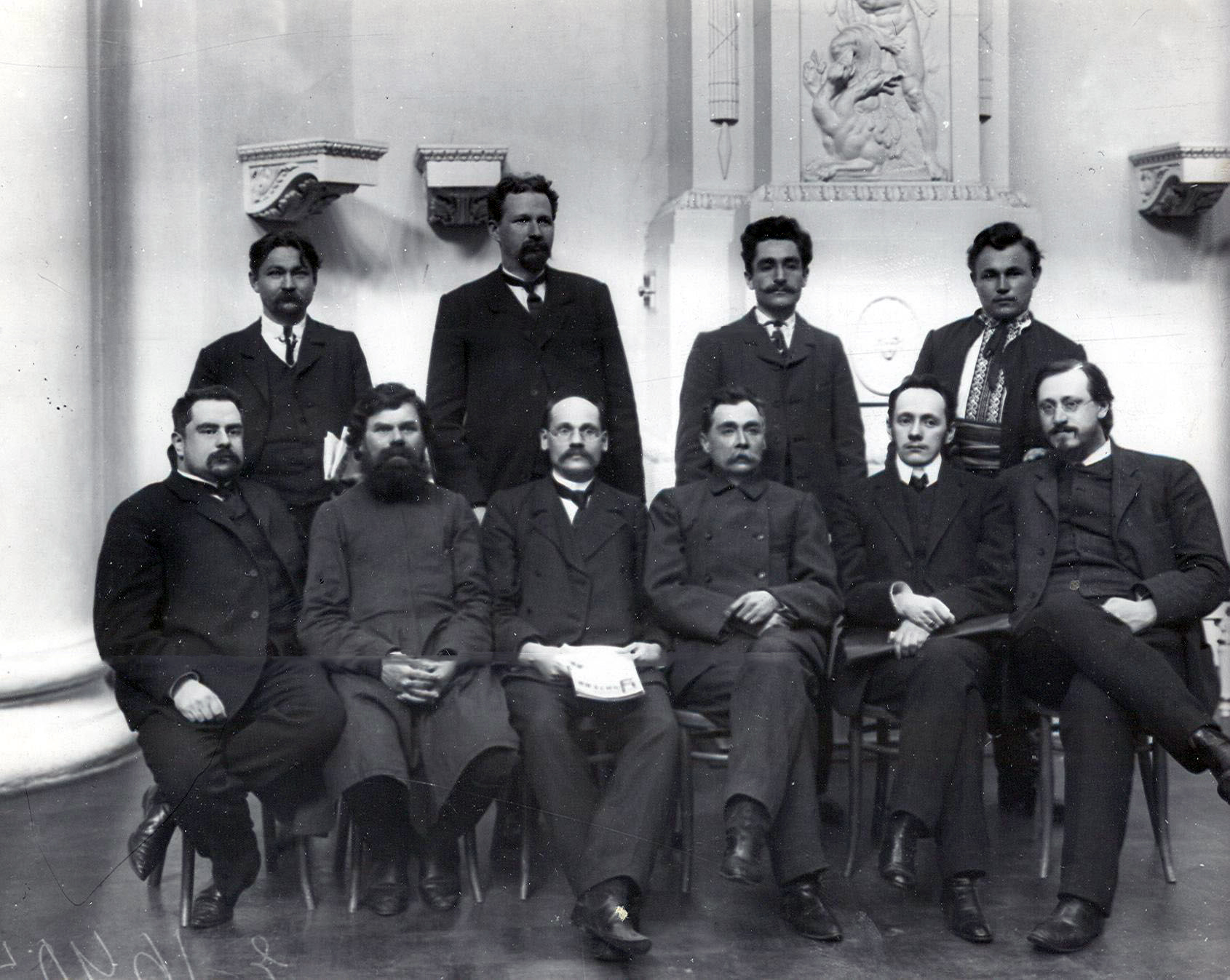
Депутати II Думи від Чернігівської губернії

- Вовк-Карачевський Василь Васильович
- Дементьєв Никифор Васильович
- Іскрицький Михайло Андрійович
- Лосик Антон Георгійович
- Приходько Пилип Осипович
- Рубісов Микола Костянтинович
- Трофименко Павло Олександрович
- Хвіст Василь Іванович
- Юренєв Петро Петрович

#### Таврійська губернія
- Ємельянов Микола Ілліч
- Корде Василь Костянтинович
- Медієв Решид Медій-огли (Мехді)
- Фомічов Михайло Михайлович
- Тютюнов Павло Никифорович
- Щербаха Сава Савич

#### Кубанська областьіЧорноморська губернія
- Бардіж Кіндрат Лукич
- Герус Лонгин Федорович
- Кудрявцев Петро Григорович
- Мітров Василь Ілліч
- Ширський Павло Семенович
- Щербина Федір Андрійович
- Покровський Іван Петрович

### ІІІ Державна дума(1907–1912)

#### Волинська губернія
- Андрійчук Матвій Степанович
- Баранович Дмитро Якович
- Березовський Петро Васильович
- Бєляєв Григорій Миколайович
- Волконський Володимир Вікторович
- Ганжулевич Євген Якович
- Герасименко Єфим Васильович
- Данилюк Яків Григорович
- Кириллович Діонісій Фадейович
- Клименко Тит Ігнатович
- Клопотович Віктор Феофілович
- Никитюк Яків Степанович
- Шульгін Василь Віталійович

#### Катеринославська губернія
- Бергман Герман Абрамович
- Гололобов Яків Георгійович
- Дмітрієв Михайло Миколайович
- Каменський Петро Валерійович
- Кузнєцов Георгій Сергійович
- Образцов Василь Афіногенович
- Олексієнко Михайло Мартинович
- Родзянко Михайло Володимирович
- Тараненко Микола Степанович
- Тищенко Іван Васильович

#### Київська губернія
- Атаназевич Іоанн Макарович
- Безак Федір Миколайович
- Бобринський Олексій Олександрович
- Богданов Сергій Михайлович
- Богданович Сава Никифорович
- Бубнов Володимир Микитович
- Волков Костянтин Костянтинович
- Гаркавенко Михайло Романович
- Коваленко Степан Ігнатович
- Рознатовський Костянтин Миколайович
- Сидоренко Степан Іванович
- Солуха Віктор Дмитрович
- Сувчинський Корнилій Євтихійович
- Трегубов Олександр Лаврентійович

#### Київ
- Лучицький Іван Васильович
- Проценко Василь Миколайович

#### Подільська губернія
- Андрійчук Григорій Антонович
- Балаклеєв Іван Іванович
- Балашов Петро Миколайович
- Галущак Семен Йосипович
- Гижицький Олександр Степанович
- Маньківський Григорій Тимофійович
- Ніколенко Павло Євменович
- Пахальчак Василь Карпович
- Подільський Василь Ілліч
- Потоцький Олександр Олександрович
- Сендерко Макарій Іванович
- Червінський Григорій Євгенович
- Чихачов Дмитро Миколайович

#### Полтавська губернія
- Герценвіц Дмитро Іванович
- Гордієвський Петро Микитович
- Капніст Іполит Іполитович
- Комарецький Микола Ананійович
- Коченевський Модест Капітонович
- Лукашевич Степан Володимирович
- Малама Павло Миколайович
- Милорадович Володимир Родіонович
- Навроцький Григорій Миколайович

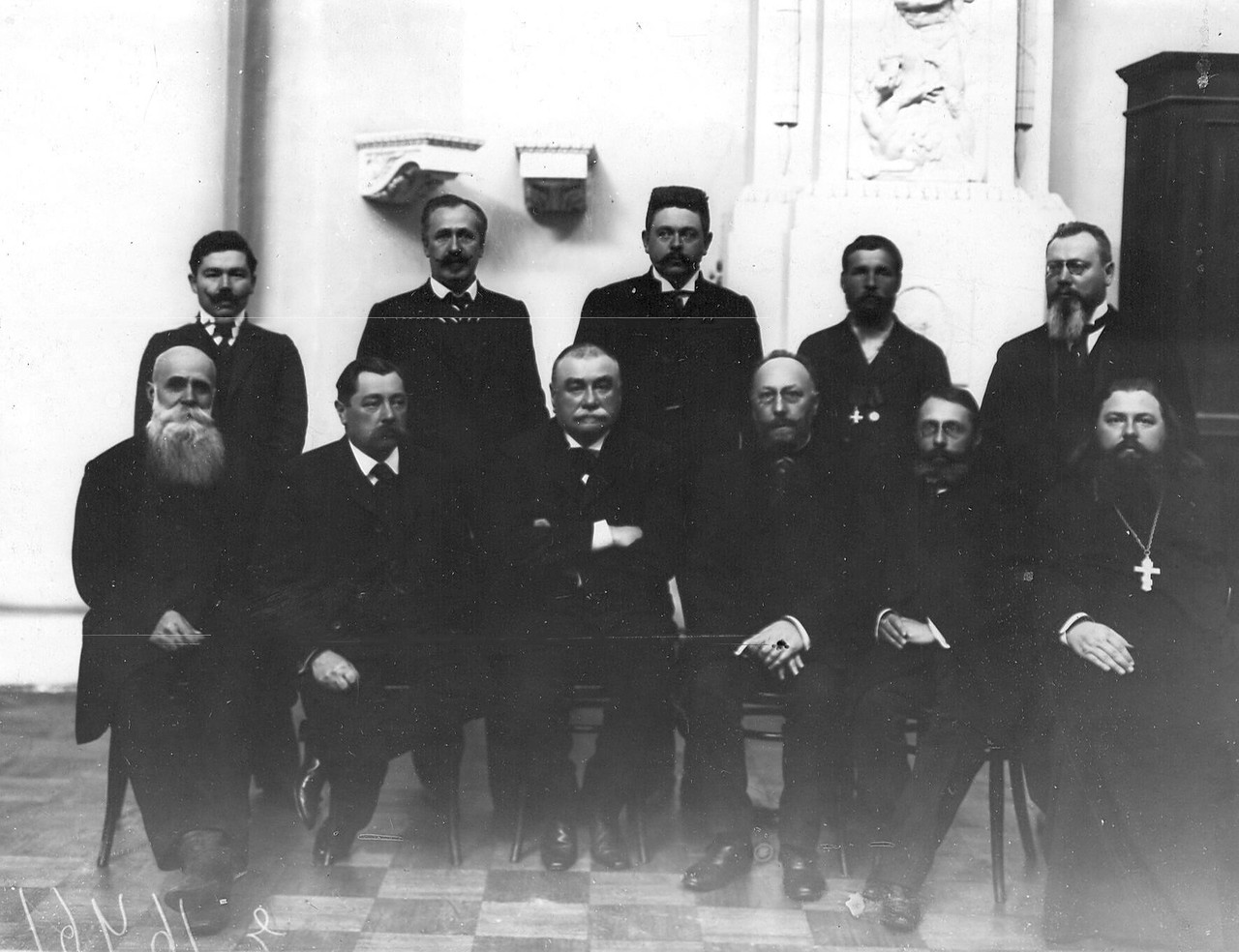
Депутати III Думи від Полтавської губернії

- Остроградський Василь Олександрович
- Пилипенко Никифор Омелянович
- Старицький Олександр Павлович
- Удовицький Гаврило Гаврилович
- Шейдеман Євген Михайлович

#### Таврійська губернія
- Гальвас Генріх Генріхович
- Захаров Зиновій Данилович
- Мурзаєв Мелкон Калустович
- Муфтій-Заде Ізмаїл-Мурза
- Панкеєв Микола Матвійович
- Фальц-Фейн Володимир Едуардович

#### Харківська губернія
- Антонов Микола Іванович
- Бантиш Василь Олександрович
- Вязигін Андрій Сергійович
- Голіцин Олександр Дмитрович

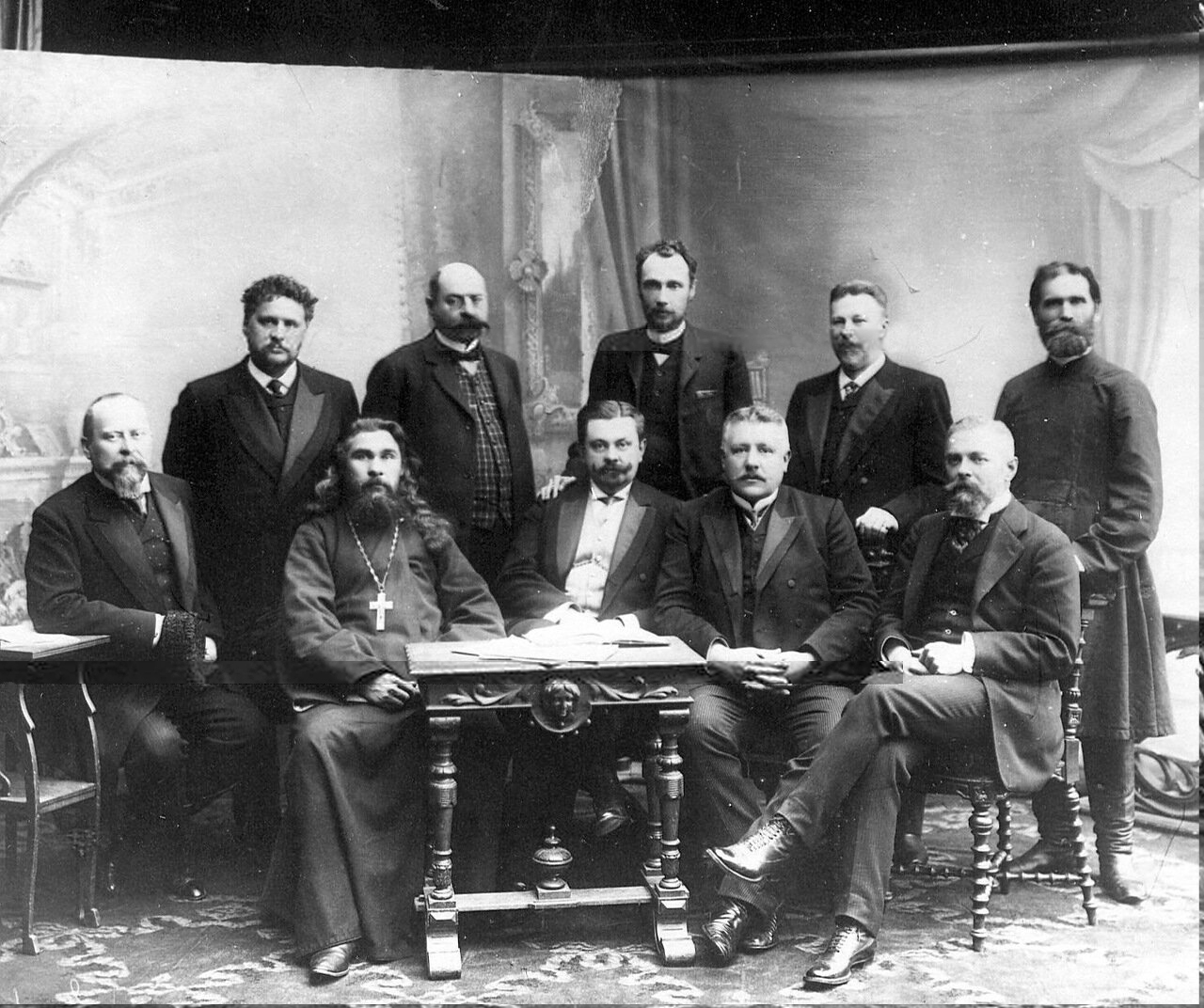
Депутати III Думи від Харківської

- Захарашевич-Капустянський Юрій Костянтинович
- Леус Никифор Кіндратович
- Матюнін Павло Гаврилович
- Неклюдов Петро Олексійович
- Савич Никанор Васильович
- Станіславський Олексій Маркіянович
- Шурканов Василь Єгорович

#### Херсонська губернія
- Буцький Володимир Романович
- Волохін Олександр Йосипович
- Дудніков Микола Миколайович
- Келеповський Сергій Іполитович
- Коняхін Олександр Андрійович
- Лютц Людвіг Готлібович
- Машкевич Дмитро Федорович
- Новицький Петро Васильович
- Саргані Еммануїл Костянтинович
- Стенбок-Фермор Володимир Васильович
- Стенбок-Фермор Іван Васильович
- Сторчак Іван Іванович

#### Одеса
- Бродський Аркадій (Арон) Єфимович (Хаімович)
- Нікольський Олександр Іванович
- Пергамент Йосип Якович
- Рено Михайло Олександрович

#### Чернігівська губернія
- Базилевич Петро Овсійович
- Гамалія Аполлон Олександрович
- Глібов Григорій Миколайович
- Глібов Юрій Миколайович
- Гузь Володимир Дмитрович
- Іскрицький Михайло Андрійович
- Клименко Іван Семенович
- Кочубей Леонтій Васильович
- Пташевський Митрофан Максимович
- Ракович Андрій Андрійович
- Родіонов Павло Федорович
- Скоропадський Георгій Васильович

### IV Державна дума(1912–1917)

#### Волинська губернія
- Бєляєв Григорій Миколайович
- Бурмич Стефан Григорович
- Ігнатюк Лука Омелянович
- Карпінський Іоанн Костянтинович
- Лелявський Борис Миколайович
- Лотоцький Ананій Олексійович
- Мельников Василь Іванович
- Москалюк Прокопій Андрійович
- Никон (Бессонов М. М.)
- Путткамер Лаврентій Станіславович
- Рейн Георгій Єрмолаєвич
- Самчук Василь Іванович
- Тивончук Михайло Павлович
- Шульгін Василь Віталійович
- Ярмолович Полієн Антонович

#### Катеринославська губернія
- Александров Олександр Михайлович
- Бергман Герман Абрамович
- Дементьєв Сергій Афанасійович
- Макогон Павло Матвійович
- Неєжмаков Семен Трохимович
- Олексієнко Михайло Мартинович
- Папчинський Іван Іванович
- Петровський Григорій Іванович
- Родзянко Михайло Володимирович
- Родзянко Сергій Миколайович
- Філатов Федір Григорович

#### Київська губернія
- Безак Федір Миколайович
- Богданов Сергій Михайлович
- Вишневський Гаврило Андрійович
- Григорович-Барський Костянтин Петрович
- Жилін Микола Олексійович
- Кіх Олександр Олександрович
- Мерщій Петро Пилипович
- Митроцький Михайло Володимирович
- Населенко Памфіл Тимофійович
- Савенко Анатолій Іванович
- Сувчинський Корнилій Євтихійович
- Трегубов Олександр Лаврентійович
- Чихачев Микола Миколайович
- Штейгер Сергій Едуардович

#### Київ
- Демченко Всеволод Якович
- Іванов Сергій Олексійович

#### Подільська губернія
- Андрійчук Григорій Антонович
- Балашов Петро Миколайович
- Вістяк Іван Кирилович
- Гижицький Олександр Степанович
- Коваль Йосип Ілліч
- Лавров Олексій Григорович
- Маньківський Григорій Тимофійович
- Можайський Микола Миколайович
- Овчинніков Іван Іванович
- Попов Володимир Іоанович
- Потоцький Олександр Олександрович
- Рудич Калиннік Несторович
- Філоненко Федір Дмитрович
- Чихачев Дмитро Миколайович

#### Полтавська губернія
- Величко Сергій Вадимович
- Герценвіц Дмитро Іванович
- Гриневич Сергій Іванович
- Дроздовський Іоанн Дмитрович
- Капніст Дмитро Павлович
- Капніст Іполит Іполитович
- Коваленко Михайло Іванович
- Кочубей Василь Васильович
- Лукашевич Степан Володимирович
- Невіандт Костянтин Олександрович
- Пилипенко Никифор Омелянович
- Полунін Василь Миколайович
- Угнич Єфим Савич

#### Таврійська губернія
- Бур'янов Андрій Тадеєвич
- Вінберґ Володимир Карлович
- Крим (Нейман) Соломон Самуїлович
- Лащухін Михайло Сидорович
- Панкеєв Микола Матвійович
- Шредер Петро Петрович

#### Харківська губернія
- Антонов Микола Іванович
- Гайдамака Даниїл Максимович
- Доценко Йосип Максимович
- Каразін Борис Іванович
- Котляров Олександр Осипович
- Лашкевич Валеріан Валеріанович
- Муранов Матвій Костянтинович
- Неклюдов Петро Олексійович
- Савич Никанор Васильович
- Станіславський Олексій Маркіянович
- Струков Костянтин Модестович

#### Херсонська губернія
- Блажков Микола Іванович
- Варун-Секрет Сергій Тимофійович
- Вікторов Георгій Володимирович
- Дмитрієв Михайло Петрович
- Закржевський Дмитро Володимирович
- Ковальов Іван Архипович
- Коняхін Олександр Андрійович
- Лютц Людвіг Готлібович
- Мазуренко Григорій Григорович
- Нестеренко Володимир Іванович
- Новицький Петро Васильович
- Піщевич Семен Григорович
- Стоянов Дмитро Георгійович

#### Одеса
- Анатолій (Каменський О.В.)
- Левашов Сергій Васильович

#### Чернігівська губернія
- Басаков Віктор Парфенович
- Борзаковський Іоан Варфоломійович
- Гамалія Аполлон Олександрович
- Кринський Болеслав Іванович
- Маркович Микола Парменович
- Ракович Андрій Андрійович
- Розенбах Сергій Миколайович
- Скоропадський Георгій Васильович
- Судієнко Євген Олександрович
- Ханенко Василь Олександрович
- Циганов Гавриїл Петрович